# 모범택시 3
《모범택시 3》는 2025년 11월 21일 부터 2026년 1월 10일까지 방영예정인 SBS 금토 드라마이자, 모범택시의 3번째 시즌이다.

## 기획 의도
“정의가 실종된 사회, 전화 한 통이면 오케이” 베일에 가려진 택시회사 무지개 운수와 택시기사 김도기가 억울한 피해자를 대신해 복수를 완성하는 사적 복수 대행극

## 제작진

### 연출
- 강보승 : SBS 금토 미니시리즈《왜 오수재인가》(공동 연출), SBS 금토 미니시리즈《낭만닥터 김사부 3》(공동 연출) 등 연출

### 극본
- 오상호 : ( 영화 《카리스마 탈출기》(각본), 영화 《백야행 - 하얀 어둠 속을 걷다》(각색&단역 - 화이트타운 주인 역), 영화 《하우스 패밀리》(감독), 영화 《저주의 기간》(제작), 영화 《자칼이 온다》(각본), 영화 《톱스타》(각색), 영화 《주숙경》(감독), 영화 《조작된 도시》(각본&기획), SBS 금토 미니시리즈 《모범택시》(집필), 영화 《유체이탈자》(각색), SBS 금토 미니시리즈 《모범택시 시즌2》(각본), 영화 《범죄도시4》(각본) 등 집필 )

## 등장 인물

### 주요 인물
- 이제훈 : 김도기 역
- 표예진 : 안고은 역
- 김의성 : 장성철 역
- 장혁진 : 최 주임 역
- 배유람 : 박 주임 역

### 주변 인물
- 다케나카 나오토

### 특별 출연
- 윤시윤
- 장나라